# Priscilla Ahn
Priscilla Ahn, född Priscilla Natalie Hartranft 1984 i Fort Stewart i Georgia, är en koreansk/amerikansk artist.
Hon är dotter till Kay (född som Ahn) och Harry Hartranft och tillbringade sin barndom boende i USA och Sydkorea. Hon bodde i Berks län, Pennsylvania i flera år och deltog Tulpehocken Area High School. Hennes college musikprofessor var imponerad av hennes låtskrivande talanger och inspirerade henne att flytta till Los Angeles, Kalifornien att göra karriär inom musiken efter avslutad skola.
2014 skrev hon ledmotivet till Studio Ghibli-filmen När Marnie var där, och hon sjunger även låten i filmen.

## Källhänvisningar
1. ↑  Discogs, Discogs artist-ID: 1047400, läst: 9 oktober 2017.[källa från Wikidata]
2. ↑  Green, Scott (2014-05-19): "Studio Ghibli's "When Marnie Was There" Adds Voice Cast". Crunchyroll.com. Läst 14 juli 2014. (engelska)